# Iranodon gorganensis
Espèce
Synonymes
- Batrachuperus gorganensis Clergue-Gazeau & Thorn, 1979
- Paradactylodon gorganensis (Clergue-Gazeau & Thorn, 1979)

Statut de conservation UICN

 CR B1ab(iii)+2ab(iii) : 
En danger critique
Iranodon gorganensis est une espèce d'urodèles de la famille des Hynobiidae.

## Répartition
Cette espèce endémique du Golestan en Iran. Elle se rencontre à 310 m d'altitude dans l'Elbourz.

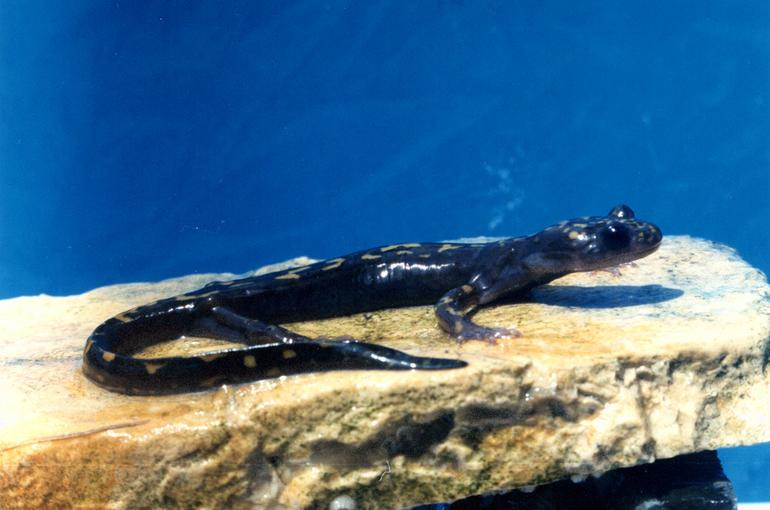
Iranodon gorganensis

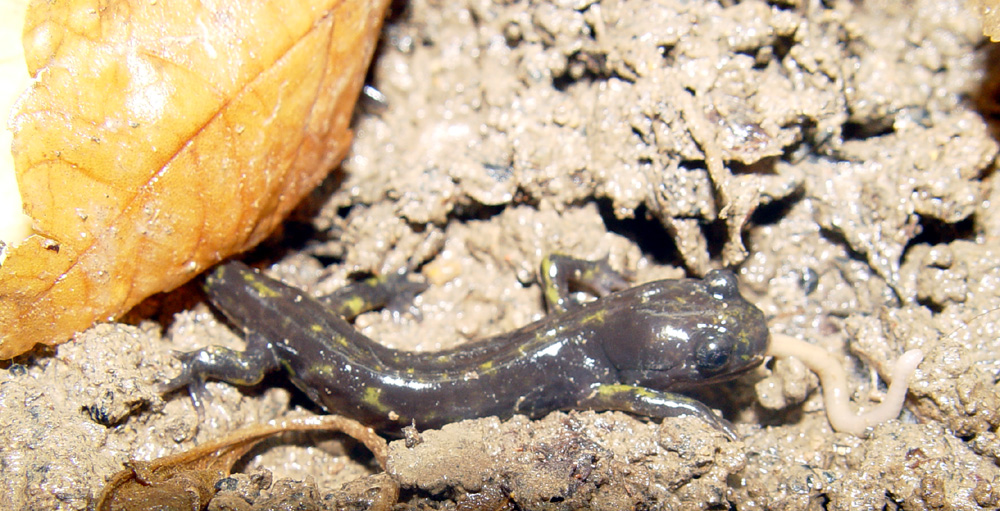
Iranodon gorganensis

## Étymologie
Son nom d'espèce, composé de gorgan et du suffixe latin -ensis, « qui vit dans, qui habite », lui a été donné en référence au lieu de sa découverte, la ville de Gorgan.

## Publication originale
- Clergue-Gazeau & Thorn, 1979 : Une nouvelle espèce de salamandre du genre Batrachuperus, en provenance de l'Iran septentrional (Amphibia, Caudata, Hynobiidae). Bulletin de la Société d'Histoire Naturelle de Toulouse, vol. 114, p. 455-460.